# Jules Domis de Semerpont

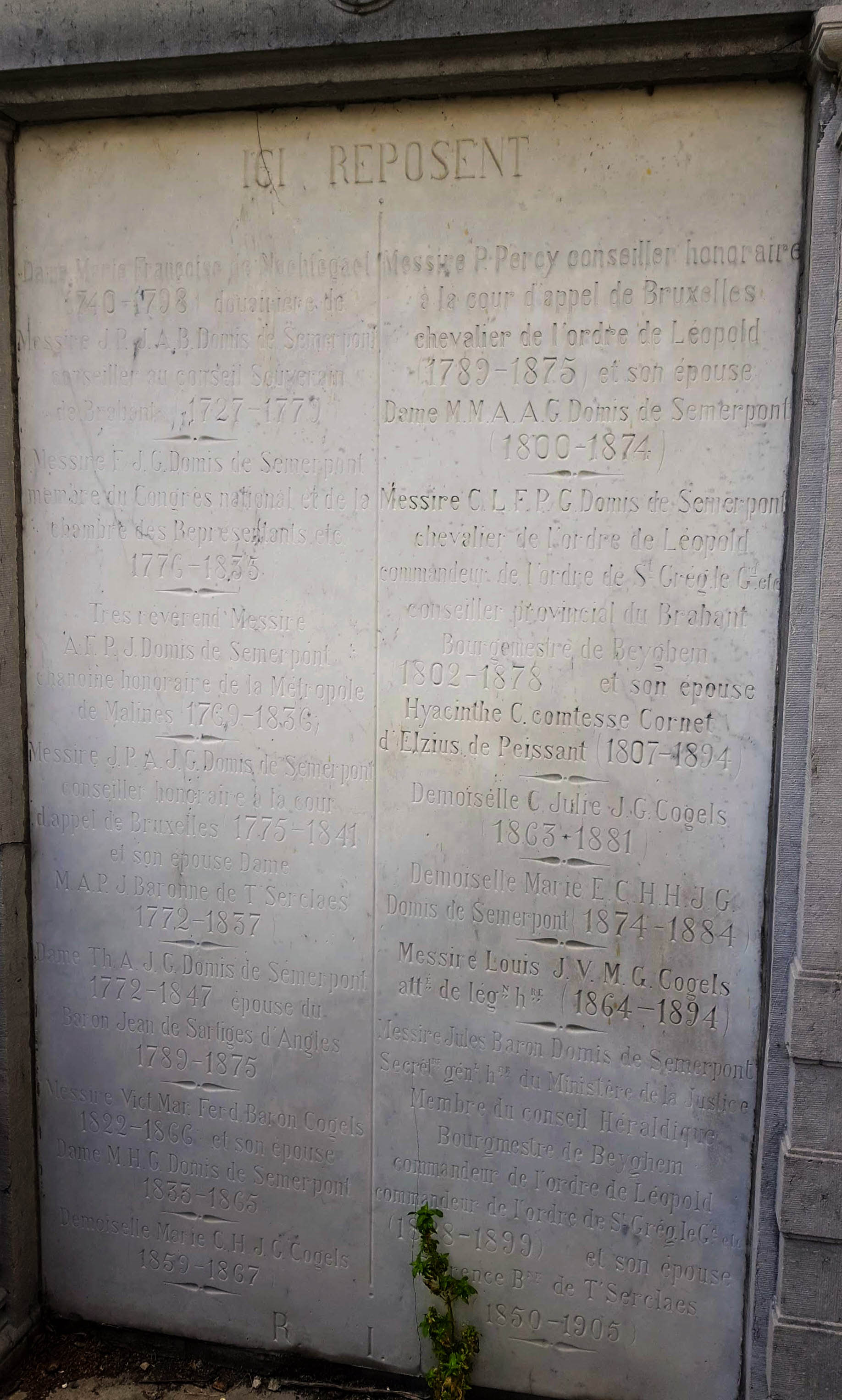
Grafmonument oostzijde kerk Beigem

Jules Jean Paul baron Domis de Semerpont (Brussel, 8 november 1828 - Beigem, 21 juli 1899) was een Belgische politicus. Hij was burgemeester van Beigem.

## Biografie

### Familie
Jules Domis de Semerpont stamde uit een familie die generaties lang burgemeesters leverde in de gemeente Beigem. Hij was de zoon van burgemeester Charles Domis de Semerpont (1802-1878), die in 1873 erkenning verkreeg in de Belgische erfelijke adel, en Hyacinthe-Cécile Cornet d'Elzius de Peissant (1807-1894). In 1888 verkreeg Jules de titel baron, overdraagbaar bij eerstgeboorte. 
Het door de familie Domis de Semerpont einde van de 18de eeuw gebouwde kasteel ten Berg in Beigem werd aanvankelijk bewoond door Jean Domis de Semerpont (1727-1779), raadslid van de provincie Brabant, en door zijn zoon, burgemeester François Domis de Semerpont (1776-1835).
Hij trouwde in 1873 in Brussel met Florence de T'Serclaes de Wommersom (1850-1905), dochter van baron Oscar de T'Serclaes de Wommersom, genealoog en heraldicus. Ze kregen vijf dochters.
- Adrienne Domis de Semermont (1876-1947), trouwde in 1897 in Beigem met graaf Étienne Cornet d'Elzius de Peissant (1870-1936), burgemeester van Beigem, zoon van graaf Raymond Cornet d'Elzius de Peissant, burgemeester van Grimbergen. Ze kregen vier zoons en vier dochters, met afstammelingen tot heden.
- Gabrielle Domis de Semermont (1877-1953), trouwde in 1900 in Beigem met jhr. Charles Rotsart de Hertaing (1867-1925), burgemeester van Maldegem, broer van baron Paul Rotsart de Hertaing, burgemeester van Sint-Andries. Ze kregen een zoon en drie dochters, met afstammelingen tot heden.
- Cécile Domis de Semerpont (1879-1948), trouwde in 1905 in Sint-Gillis met Pierre de Selliers de Moranville (1879-1965), zoon van Antonin de Selliers de Moranville, luitentant-generaal. Ze kregen een zoon en een dochter, met afstammelingen tot heden.
- Julie Domis de Semermont (1881-1937), trouwde in 1907 in Grimbergen met Gaspard de Turck de Kersbeek (1874-1930), burgemeester van Kersbeek-Miskom, kleinzoon van Alphonse della Faille de Leverghem. Ze kregen een dochter, met afstammelingen tot heden.

De familie is in mannelijke lijn uitgedoofd bij het overlijden van Jules. De laatste vrouwelijke naamdraagster overleed in 1953.

### Loopbaan
Jules Domis de Semerpont was naast burgemeester van Beigem ook secretaris-generaal bij het ministerie van Justitie en lid van de Raad van Adel.